# Grande famine de 1709
La grande famine de 1709 se produit en France sur fond de guerre de Succession d'Espagne, qui s'achève quatre ans plus tard, en 1713 par le traité d'Utrecht. Comme la grande famine de 1693-1694, elle est due à un hiver très rigoureux, même s'il est moins humide, causant une flambée des prix des céréales. Cette famine a entraîné la crise financière de 1709.

## Seize famines identifiées auXVIIIesiècle
L'historien Emmanuel Le Roy Ladurie évalue l’effet de ces famines à environ 1,3 million de décès sur une population estimée à 20 millions, pour les deux seules années 1693-1694, et à 600 000 décès pour la famine de 1709 soit 3 % de la population de la France de l'époque.
Ces terribles événements étaient loin d’être exceptionnels. Selon les historiens de l’époque, la France a connu treize famines générales au XVIe siècle, onze au XVIIe siècle et seize au XVIIIe siècle.

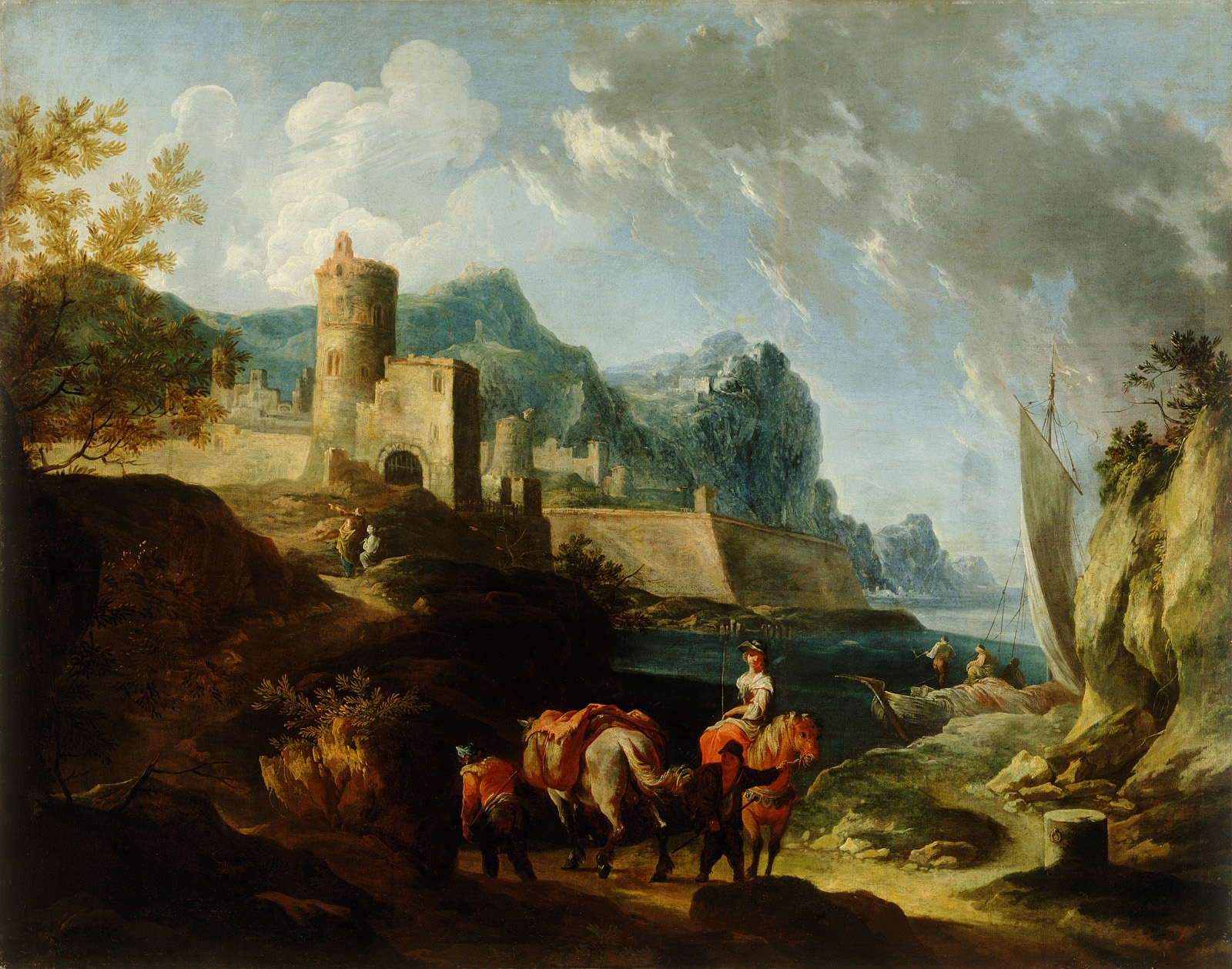
Paysans allant et revenant du marché à la ville : un équilibre précaire des échanges. Toile de Franz Ignaz Flurer, v. 1720.

« Supposez que ce relevé soit complet et fiable (ce dont je doute), il laisse de côté les famines locales, et celles-ci, très fréquentes, surviennent presque chaque année, ici ou là », a souligné l'historien Fernand Braudel (1902-1985), qui note qu’avec « l’effroyable disette » de 1812, la famine de 1816-1817 et la succession de mauvaises récoltes survenues entre 1820 et 1830, en 1837 et en 1846-1848, même le XIXe siècle n’a pas été épargné.

## Les prix du pain décuplés
À la suite des rigueurs des hivers 1709 et 1710, les prix des céréales flambèrent en France (10, 12 ou 13 fois les prix de l’année précédente). Celui du setier de blé atteint 82 livres contre seulement 7 livres. Une défense d'exporter des grains avait été édictée en 1698, sous peine de mort, alors que la difficulté à s'approvisionner causait la colère populaire.
Nicolas Desmarets, directeur des Finances depuis 1703 et nommé contrôleur général des Finances le 20 février 1708, parvint à obtenir du financier Samuel Bernard un prêt de 6 millions et à réduire le montant des tailles, mais en 1710, il dut organiser la levée d'un nouvel impôt, l'impôt du dixième, frappant tous les revenus.

## Les émeutes à partir d'avril
La famine déclencha dès le mois d'avril des émeutes à Paris contre le « complot de famine », selon l'économiste Jean-François Calmette, faisant dire au contemporain Boileau, « il n'y a pas de jour où la cherté du pain n'excite quelque sédition ».
Des émeutes urbaines furent constatées dans les villes de la Loire moyenne, en Normandie, en Provence, en Languedoc et même dans la ville des frères Pâris, Moirans dans le Dauphiné. En 1709, près de 400 faux-sauniers sont condamnés aux galères et près de 300 en 1710, ce qui témoigne de l’explosion de la contrebande.
En avril, une ordonnance oblige les détenteurs de grains à déclarer leurs réserves. Les grains qui circulent entre les provinces du royaume ou qui proviennent de l’étranger sont désormais exemptés de droits d’entrée, d’octroi et de péages. Pour faire face à la situation, les riches sont taxés et les municipalités sont contraintes d’organiser des distributions de vivres aux nécessiteux.

## De fortes gelées après les périodes de dégel

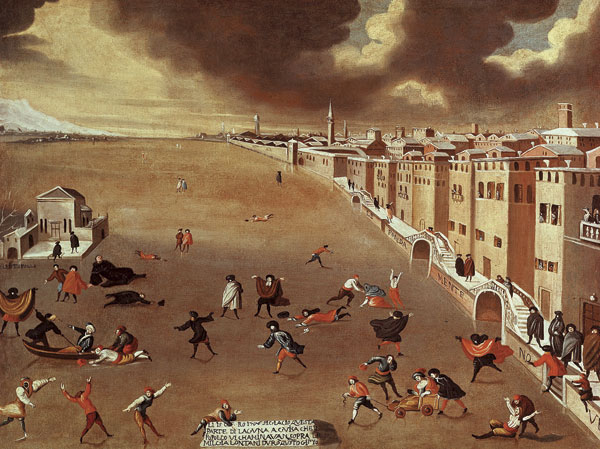
La lagune de Venise gelée pendant le grand hiver de 1709, toile de Gabriele Bella, 1709.

Selon l’historien Pierre Goubert, le « grand hiver » de 1709 gela toutes les cultures et les arbres fruitiers. Les récoltes de blé furent détruites sauf dans les régions qui purent semer des blés de printemps. Un texte publié en 1790 dans La Nouvelle Maison Rustique sous la plume du « sieur Liger » nous renseigne sur les conséquences des « gros hivers » sur la culture du blé :

« Plus que la rigueur et la durée de la gelée, le plus à craindre dans les grands hivers est la persistance de fortes gelées juste après des périodes de dégel. Si le froid vient peu à peu, que la terre reste couverte de neiges qui la préservent des fortes gelées ou que l’eau est bien égouttée, même très fort et très long, l'hiver n'a pas de conséquences irrémédiables. Il ne fait alors mourir que la fane. Le grain, conservé en terre, pousse de nouveau au printemps, comme lors du grand hiver de 1608, qui fut suivi d’une ample moisson, ce qui s'est à nouveau produit lors du long hiver de 1729.

Mais si la gelée prend lorsque la terre est découverte et imbibée d’eau, par exemple, après un prompt dégel, elle pénètre, saisit, brise, ce qui arriva en 1693 et en 1709. »

Au printemps de 1709, les magistrats du Parlement de Paris, se basant sur l’exemple de l’hiver de 1694 interdirent de charger en nouveaux grains, les terres emblavées avant l’hiver, dans l’espoir que le blé y repousse comme en 1608, ce qui manqua à cause des gelées survenues coup sur coup pendant les dégels. Ces décisions suscitèrent la colère et l'incompréhension populaire, car les inégalités de récolte étaient très importantes d'une région à l'autre.

## La population épuisée, anéantie par les maladies

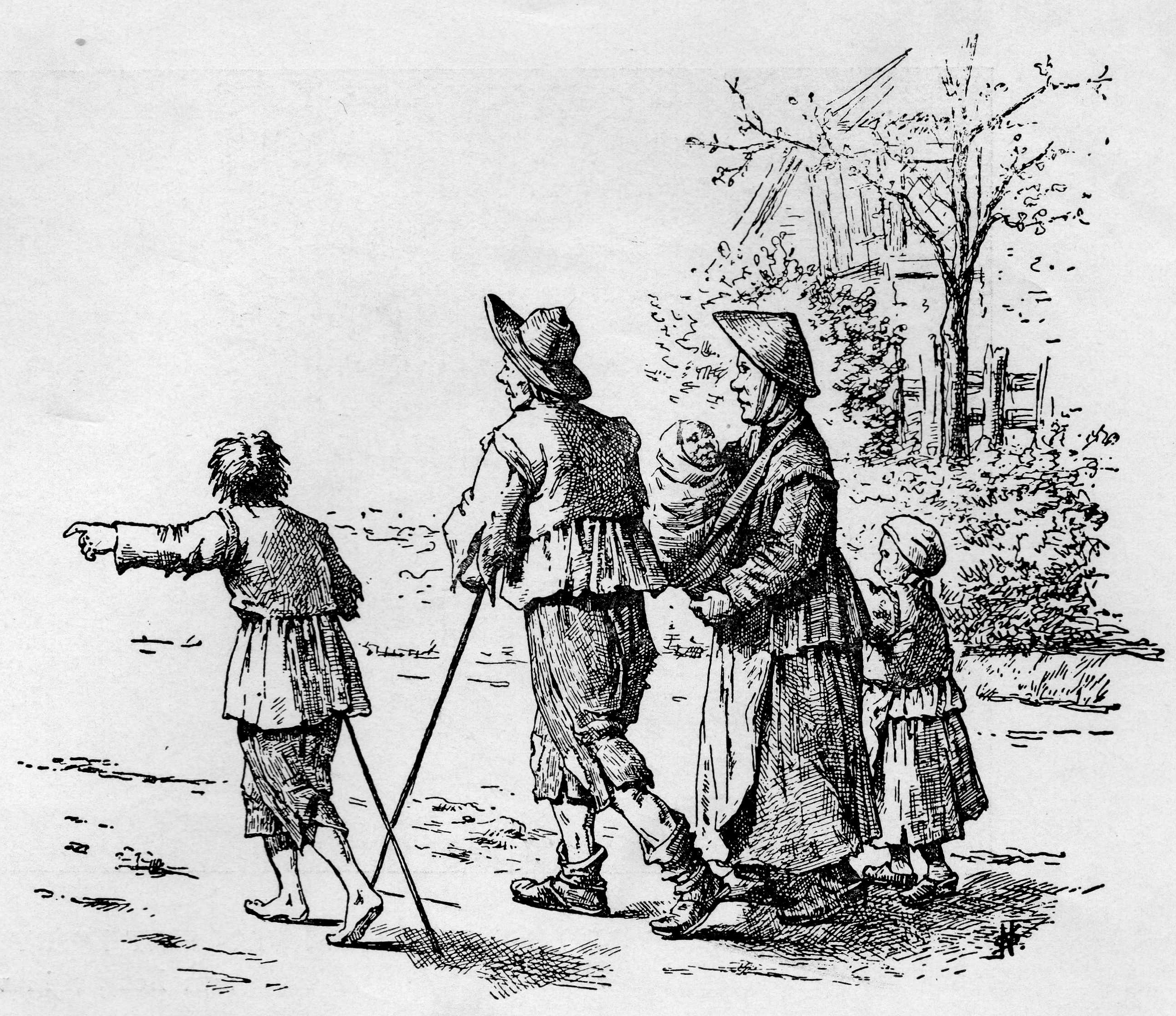
Famille réduite à la mendicité, gravure de Joost Cornelisz Droochsloot, v. 1600-1650.

Les grains n’ont pas totalement manqué, les récoltes d’orge ont procuré une nourriture de remplacement, et les mesures de secours des autorités se sont révélées efficaces (distribution de céréales provenant de régions peu touchées ou de l’étranger, distribution gratuite de pain). Malgré cela, au total, pour les deux années, on enregistre en France 2 141 000 décès contre 1 330 800 naissances, soit une perte de 810 000 personnes, 3,5 % de la population.
Les maladies populaires furent fréquentes en automne, soit par la mauvaise qualité du grain qui n’a pas eu assez de nourriture, soit par le mélange qui s’y est fait des graines « de mauvaises plantes ».
Selon l'historien Pierre Goubert, en 1709, « comme en 1694, le petit peuple, aux réserves épuisées par les divers impôts, ne put vivre que de charité ou de charognes infectes. On enterra en série, on ramassa des morts le long des chemins… ». Le même auteur souligne que « les gens mouraient rarement de faim au sens étroit du mot, mais plutôt d’aliments infects des temps de crise, qui provoquaient diverses maladies contagieuses, surtout digestives ». L'historien, Marcel Lachiver, distingue trois grandes périodes de surmortalité : l'hiver 1709 avec, environ 100 000 victimes du froid entre janvier et mars 1709, une poussée de mortalité à l'été et l'automne 1709 en lien avec la mal-nutrition, voire la famine, et enfin une troisième vague de 270 000 morts de plus que l'ordinaire jusqu'à la récolte de 1710, ces décès étant, cette fois, liés à l'impact des épidémies (dysenterie, typhoïde, etc.). Pour évaluer l'impact démographique de la crise, il identifie également l'évolution du nombre de mariages (-140 000 sur les 1709-1710) et le déficit de naissances (1 331 000 naissances sur les deux années contre 1 753 000 habituellement). -422 000). De fait au 1er janvier 1709 le Royaume comptait 22 643 200 habitants. Il n'en compte plus que 21 800 000 au 1er janvier 1711. Comme aux époques récentes, le stress climatique est cause directe de mort, pour les populations jeunes et surtout âgées (Longer term impact of High and Low Temperature on Mortality : An international study to Clarify Length of Mortality Displacement - Ben Armstrong & Als - Environmental Health Perspectives -  Octobre 2017).

## Des disparités régionales
La grande famine fut ainsi plus ou moins importante selon les provinces : les zones littorales du Midi et de la Bretagne furent préservées en raison d’un climat plus clément, de facilités de ravitaillement par la route ou par la mer et surtout grâce à la consommation d’aliments de substitution : blé noir, maïs, laitages, poissons et coquillages. Par contre, la Provence et une partie du Languedoc virent leurs arbres fruitiers (oliviers, orangers, amandiers, etc.) en partie détruits et, si en Provence, on coupe pour faire repartir, quitte à attendre quinze ans pour obtenir à nouveau une récolte, en Languedoc, on opte pour la vigne.
Pour le reste du Royaume, il est possible de lire les conséquences démographiques des grandes gelées des hivers 1693-1694 et 1709-1710 dans les registres paroissiaux : on remarque souvent une multiplication par trois ou quatre du nombre des décès, une baisse sensible du nombre des mariages et une diminution plus importante encore du nombre de baptêmes (par suite d’aménorrhées ou de dénutrition).
Sans le secours des orges, qu’on sema dans certaines régions sur les blés, et qui fournirent avec tant d’abondance, qu’on appelle encore cette année, « l’année des orges », la famine aurait été bien pire encore.
Au printemps 1709, dans le Berry et ailleurs, on sema beaucoup de blés, qui levèrent bien, mais quand on vit qu’ils ne donnaient que des épis sans grain, on les faucha, pour faire paître les bestiaux. Les semis rapportèrent du grain l’année suivante, aussi abondamment que si on les avait semés de nouveau.
On apprit aussi que le blé semé dans des clos, le long des murs, à l’abri du vent du nord, y avait résisté à la rigueur du froid de cet hiver 1709. Quand le printemps est extrêmement humide et pluvieux, la récolte qui suit est ordinairement stérile, parce que le bon grain a été étouffé et affamé par une multitude de mauvaises plantes.

### L'exemple de la Charente
C’est grâce aux annotations des prêtres dans les registres paroissiaux, en marge des actes d’état-civil, qu’il est possible aujourd’hui de comprendre les conséquences démographiques des terribles hivers.
Ceux de La Rochette en Charente rapportent : « En l'an 1709, l'hiver fut si cruel, qu'il tua tous les noyers et châtaigniers et plusieurs autres arbres fruitiers; un très grand nombre de personnes de l'un et l'autre sexe moururent de froid ; un nombre considérable d'oiseaux de toute espèce périrent ; à peine recueillit-on les semences qui avaient été jetées en terre, et le vin valait 400 livres le tonneau ; heureusement on put semer du blé d'Espagne (maïs) au printemps et une grande famine fut évitée ».
Ce témoignage s'ajoute à celui du curé Thomas de Bouëx : « L'année 1709, l'hiver a esté rude particulièrement vers la fin. Le six janvier il commencea un froid qui continua dix-sept jours avec de la neige épaisse de deux pieds qui dura autant que le froid c'est-à-dire qui ne fut fondue entièrement que le 25 dudit mois. Le froid fut si rude que toutes les rivières furent glacées ; à la réserve de la Toulvre, qui fut la seule sur laquelle on pouvait faire mouldre du bled ».

### Témoignages de l'époque
« Tout cela commença le 6e jour de janvier de l’année 1709, fête des Rois. La veille, il avait plu et, le jour des Rois, il gela de manière prodigieuse. La gelée continua de plus en plus jusqu’au 28 du mois. Nul homme sur terre n’en a vu ni entendu parler ni lu dans l’histoire une semblable. Il gelait jusqu’au coin du feu et le vin auprès du feu ne dégelait qu’à peine. La rivière était prise sur plus d’un pied d’épaisseur.On coupait la glace avec des cognées et autres instruments pour permettre à l’un des deux moulins de tourner. Les glaçons qu’on en tirait étaient gros comme des pierres de taille. Les neiges étaient aussi prodigieuses que les gelées. On en avait jusqu’aux genoux. La gelée fut si forte que des chênes de 40 ans se sont fendus en deux ou trois par le milieu du tronc. On les entendait dans le vieux parc ou dans la forêt faire du bruit en s’ouvrant comme des pétards. Après la gelée, tous se sont refermés. Il n’y eut point de cave si profonde où la gelée ne pénétra. Dans les celliers, la plus grande partie du cidre fut perdue. Les volailles tombaient mortes dans les poulaillers, les bêtes dans leur tanière. Les hommes avaient bien du mal à se réchauffer. Certains allaient jusqu’à brûler leur lin pour ce faire. On trouvait des poules d’eau mortes le long des rives, des ramiers au pied des arbres, du gibier presque mort à même le sol ou dans les terriers. Il restait fort peu de lapins, encore moins de lièvres et très peu de perdrix. On leur faisait donner à manger, mais les corneilles s’en emparaient. On prenait les lièvres à la main. Ils n’avaient pas la force de courir. Le gibier était si maigre qu’il ne valait pas la peine de le manger. On ne voyait plus d’oiseaux et on n’en entendit guère au printemps. Jamais on n’avait vu tant d’oiseaux étrangers sur la rivière, certains extraordinairement beaux comme ces jacobins qui sont blancs de corps avec un collier tout noir et la tête de toutes les couleurs. Monseigneur de Vendôme [1] et tous ses gens chassaient sans cesse sur la rivière, mais Son Altesse allait de temps en temps se réchauffer aux Cordeliers. La gelée frappa en majeure partie les animaux et les arbres d’un certain âge, épargnant un peu les jeunes. Il ne resta presque pas de vieux arbres, surtout pour ceux qui sont tendres. Pour dire une messe basse, il fallait deux réchauds : un près du calice et un autre près des burettes. Et de l’eau bien chaude pour faire l’eau bénite. Nous ne disions plus de messes hautes. J’y ai vu mes paroissiens à l’église avec les cheveux et la barbe tout blancs à cause de leur haleine qui gelait en leur sortant de la bouche. Le 28 janvier, il commença à dégeler. Le dégel continua tout doucement jusqu’au 18 février. C’est l’époque où se produisit à Evreux un meurtre qui remplit d’horreur tout le pays, tout le Royaume et même la Cour de Rome. [...]
Je reviens à mon histoire que j’ai interrompue au 18 février 1709. Ce jour-là, la gelée recommença aussi fort qu’auparavant, surtout du 18 jusqu’au 23. Vent et rible provoquaient des coupures sur les visages. Ce rible découvrit les terres et les vignes recouvertes d’un bon pied de neige et emporta toute la neige dans les fossés et les sillons. La terre se trouvant ainsi à nu, après la fonte des premières neiges vint la gelée, de sorte que tous les blés du Royaume et de presque toute l’Europe furent perdus, sauf quelques sillons çà et là après le 23. Le vent et le rible sont tombés mais la gelée a continué jusqu’au 3 mars. Après, ce fut le dégel. Alors, on commença à tailler les arbres. Tous les vieux furent trouvés morts. Dans les jeunes, l’écorce était verte et le bois noir. Ils ont tous repoussé à cette sève, mais à la sève d’août une partie se fana et, au printemps, il en mourut un tiers, ainsi que beaucoup d’autres pendant l’été et l’automne. La plupart des vignes gelèrent. Un tiers ne repoussa pas. Un autre tiers repoussa dans sa souche. Les bourgeons qui avaient été sous la neige donnèrent du vin, mais il y en eut peu parce que le vent avait mis tout à nu dans le vignoble d’Ezy. Il n’y en eut que trois ou quatre pièces. L’année suivante on n’en eut pas davantage à Ezy, mais un peu plus sur la rivière de Seine. Néanmoins le vin fut rare pendant trois ans. La première année fut la proie du gel le 29 mai, mais il restait beaucoup de vin vieux La deuxième lors de l’hiver dont je fais l’histoire. La troisième fut insuffisante parce que le jeune bois qui avait poussé dans la souche n’était pas propre à faire du frais, sans parler du fait que le gel s’y mit début mai et que plus des deux tiers des bourgeons furent gelés. Le cidre aussi devint rare. Le prix du vin monta jusqu’à 300 sols la queue, celui du cidre à 140 le tonneau. On fut contraint de faire de la bière mais on avait du mal à s’y habituer dans le pays. Pendant ce temps la question des blés faisait toujours grand bruit. Les uns disaient qu’ils étaient gelés. Les autres soutenaient que non. Il fallut une défense royale pour empêcher de les relabourer. Il y en eut qui le firent en cachette pour semer à la place du seigle ou du méteil, mais quand les épis furent montés, ils étaient vides. En un mot, les grains n’étaient pas venus à maturité. Du début mars jusqu’à la fin de cette année 1709, les grains poussèrent, mais lentement. Le meilleur blé ne valait pas 30 sols à Pâques, mais sitôt qu’on comprit que la récolte serait médiocre, le prix monta à tous les marchés, tant et si bien qu’au mois d’août il valait 82 sols le septier, et jusqu’à 85 pour le plus beau. L’orge monta jusqu’à 45 sols le septier, et même jusqu’à 50. J’ai fait don de toute la réserve que je possédais pour ensemencer la paroisse à crédit, et pour 30 sols le septier, ce qui permit d’en produire beaucoup dans la paroisse. Les blés gelés se trouvaient surtout à Coutumel. On fit des listes pour nourrir les pauvres, conformément aux arrêts du Parlement. On était imposé à un sol la livre pour les deux tiers de son revenu. L’autre tiers en était exempt, de même que les portions congrues et les hôpitaux. Monseigneur de Vendôme dut payer 60 sols pour les pauvres d’ici sur les deux tiers de ses 1800 sols de rente. À cette époque on prit l’habitude de manger du pain de son. Les pauvres en vivaient. On le faisait remoudre auparavant et la remouture était encore fort chère. On faisait aussi du pain d’avoine. Monseigneur de Vendôme, celui qu’on appelle Louis Joseph, qui avait fait tant de beaux exploits en Italie, était alors retiré à Anet pendant qu’on prenait toutes nos frontières. Son Altesse, fort touchée de la misère des pauvres, fit confectionner du pain d’avoine pour en goûter et voir si on pouvait en vivre. Celui-là était passable. J’en ai moi-même goûté. Mais celui des pauvres gens étranglait, tant il était rude et amer. J’en ai goûté exprès. À chaque bouchée, il fallait un coup d’eau pour le faire passer. Il était impossible d’en manger sans beurre ou sans formage. Pour rendre ce pain un peu bon, il ne fallait tirer qu’une quarte de farine sur un minot de grain. Il revenait alors aussi cher que le pain d’orge. La plupart préféraient mourir plutôt que d’en manger. On eut beau essayer de toutes les manières, on ne réussit pas à en faire un bon. Le pain de sarrasin était meilleur. Il tirait sur le vert d’où son nom de « bis vert », mais on ne l’appréciait guère plus que le pain d’avoine. On en fabriqua beaucoup. »

### Sources
- Registres paroissiaux de La Rochette cités par M. le docteur Forgeaud, dans La Rochette, mon village, Angoulême, Société anonyme des journaux et imprimerie de la Charente, 1981, 123 p., cartes, plans, ill.
- Registres paroissiaux de Bouëx cités par l'abbé Mondon, Baronnie de Marthon, 1895, 1896, 1897.